# Prostitution au Kazakhstan
La prostitution au Kazakhstan est en soi légale, mais les actes facilitant la prostitution, tels que la gestion d'un bordel ou d'un réseau de prostitution, sont illégaux. La prostitution forcée et la prostitution liée au crime organisé sont interdites. Les ONG ont signalé que les réseaux de prostitution criminelle comprenaient souvent des responsables locaux des forces de l'ordre.
Les estimations du nombre de prostituées au Kazakhstan varient entre 4 000 et 25 000, y compris un certain nombre en provenance du Kirghizistan, de l'Ouzbékistan et de l'Ukraine.
Les travailleuses du sexe y sont souvent victimes de harcèlement, d'extorsion, d'arrestations arbitraires, de viols et de violences de la part de la police.
Le dépistage du VIH est obligatoire pour les travailleurs du sexe de sexe masculin, mais dans la pratique, les travailleuses du sexe sont également obligées de passer le test. Tout professionnel du sexe qui continue à offrir des services après un test positif peut être poursuivi pour la propagation délibérée d'une infection.

## Législation
Après l'indépendance, le Kazakhstan a aboli les lois interdisant la prostitution en janvier 2001. Les activités connexes constituent toujours une infraction pénale:
- Organisation ou gestion d'un lupanar
- Permettre aux locaux d'être utilisés comme bordel
- Vivre des revenus de la prostitution
- Proxénétisme à des fins de prostitution.

En 2009, un groupe de personnes handicapées de Karaganda a demandé au parlement du pays la légalisation totale de la prostitution pour subventionner le commerce du sexe pour les personnes handicapées. Ils ont échoué,.
Le Kazakhstan a adopté une loi visant à lutter contre la traite des êtres humains le 4 juillet 2013.
597 travailleuses du sexe autoproclamées ont envoyé une lettre ouverte au président Noursoultan Nazarbaïev, à l'ONU et à l'OSCE en août 2016. Elles ont demandé que la prostitution soit mieux légiférée et réglementée. Elles ont fait valoir que la réglementation offrirait de meilleures conditions de travail et de sécurité aux travailleurs du sexe et que les taxes sur la prostitution contribueraient à remplir les caisses du gouvernement kazakh.

## Prostitution des mineurs
La prostitution des mineurs est un problème au Kazakhstan. À Almaty, on estime qu'un tiers des prostituées sont mineures.
L'aéroport international d'Almaty est utilisé comme centre de transit pour les filles d'Asie centrale envoyées à Amsterdam, en Corée et aux Émirats arabes unis.
Les autorités affirment que le nombre de mineurs impliqués dans la prostitution diminue systématiquement dans le pays.

## Trafic sexuel
Le Kazakhstan est un pays d'origine, de transit et de destination pour les hommes, les femmes et les filles victimes de la traite de l'Ouzbékistan, du Kirghizistan, du Tadjikistan et de l'Ukraine vers le Kazakhstan et vers la Russie et les Émirats arabes unis (EAU), à des fins d' exploitation sexuelle commerciale et de travail forcé dans les secteurs de la construction et de l'agriculture. Des hommes et des femmes kazakhs sont victimes de la traite à l'intérieur du pays et vers les Émirats arabes unis, l'Azerbaïdjan, la Turquie, Israël, la Grèce, la Russie, l'Allemagne et les États-Unis à des fins de travail forcé et d'exploitation sexuelle.
Le Bureau de surveillance et de lutte contre la traite des personnes du département d'État des États-Unis classe le Kazakhstan comme un pays de « niveau 2 ».

## Voir également
- Prostitution en Union soviétique